# Foley, Missouri
Foley är en ort i Lincoln County i Missouri. Vid 2020 års folkräkning hade Foley 89 invånare.